# Hastighetsåkning på skridskor vid olympiska vinterspelen 1998
Resultaten från tävlingarna i hastighetsåkning på skridskor vid olympiska vinterspelen 1998.

## Medaljörer

### Medaljligan
| Pl. | Nation        | Guld | Silver | Brons | Totalt |
| --- | ------------- | ---- | ------ | ----- | ------ |
| 1   | Nederländerna | 5    | 4      | 2     | 11     |
| 2   | Tyskland      | 2    | 3      | 1     | 6      |
| 3   | Kanada        | 1    | 2      | 2     | 5      |
| 4   | Japan         | 1    | 0      | 2     | 3      |
| 5   | Norge         | 1    | 0      | 0     | 1      |
| 6   | USA           | 0    | 1      | 1     | 2      |
| 7   | Kazakstan     | 0    | 0      | 1     | 1      |
| 7   | Belgien       | 0    | 0      | 1     | 1      |
|     | Totalt        | 10   | 10     | 10    | 30     |

### Herrar
| Gren                     | Guld                       | Guld          | Silver                      | Silver   | Brons                       | Brons    |
| 500 meter Detaljer...    | Hiroyasu Shimizu Japan     | 1:11,35       | Jeremy Wotherspoon Kanada   | 1:11,84  | Kevin Overland Kanada       | 1:11,86  |
| 1 000 meter Detaljer...  | Ids Postma Nederländerna   | 1:10,64 (OR)  | Jan Bos Nederländerna       | 1:10.71  | Hiroyasu Shimizu Japan      | 1:11.00  |
| 1 500 meter Detaljer...  | Ådne Søndrål Norge         | 1:47,87 (VR)  | Ids Postma Nederländerna    | 1:48,13  | Rintje Ritsma Nederländerna | 1:48,52  |
| 5 000 meter Detaljer...  | Gianni Romme Nederländerna | 6:22,20 (VR)  | Rintje Ritsma Nederländerna | 6:28,24  | Bart Veldkamp Belgien       | 6:28,31  |
| 10 000 meter Detaljer... | Gianni Romme Nederländerna | 13:15,33 (VR) | Bob de Jong Nederländerna   | 13:25,76 | Rintje Ritsma Nederländerna | 13:28,19 |

### Damer
| Gren                    | Guld                              | Guld         | Silver                            | Silver  | Brons                         | Brons   |
| 500 meter Detaljer...   | Catriona LeMay Doan Kanada        | 1:16,60      | Susan Auch Kanada                 | 1:16,93 | Tomomi Okazaki Japan          | 1:17,10 |
| 1 000 meter Detaljer... | Marianne Timmer Nederländerna     | 1:16,51 (OR) | Christine Witty USA               | 1:16,79 | Catriona LeMay Doan Kanada    | 1:17,37 |
| 1 500 meter Detaljer... | Marianne Timmer Nederländerna     | 1:57,58 (VR) | Gunda Niemann-Stirnemann Tyskland | 1:58,66 | Christine Witty USA           | 1:58,97 |
| 3 000 meter Detaljer... | Gunda Niemann-Stirnemann Tyskland | 4:07,29 (OR) | Claudia Pechstein Tyskland        | 4:08,47 | Anni Friesinger Tyskland      | 4:09,44 |
| 5 000 meter Detaljer... | Claudia Pechstein Tyskland        | 6:59,61 (VR) | Gunda Niemann-Stirnemann Tyskland | 6:59,65 | Ljudmila Prokasjeva Kazakstan | 7:11,14 |